# Рожаниці (свято)
Рожаниці (Свято Рожаниць, Різдво богородиці, Друга Пречиста, Сватання, Заручини; біл. Багач; пол. Gruszki, Gruszkowy odpust, Jablka, Jabłkowy odpust) — слов'янське традиційне народно-християнське свято, яке відзначають 8 вересня. Має прадавні дохристиянські корені. 

## Слов'янські обряди

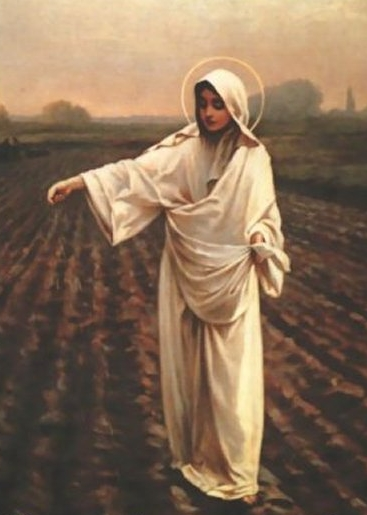
Петро Стахевич. Богородиця Сіюча (Matka Boska Siewna)

Жіноче родинне і родильне свято. Святкується два дні, бо Рожанець зображували як матір і доньку (Ладу і Лелю). Це Богині родинного добробуту, яким присвячувалося жіночі моління про пологи, немовлят, сім'ю, здоров'я живих і поминання покійних родичів. Жінки викликають кожна свою Рожаницю: «Жертву тобі правим — овсяне борошно, і так співаємо славу і велич твою» — таке жертвопринесення справляють жінки на березі річок, посипаючи на воду борошно, заквітчані калачі та бублики. Мами поливають дочок водою на порозі свого дому, щоб росли щасливі та здорові.
Святкування Різдва Богородиці в часі збіглося із закінченням основних польових робіт. Богородицю вшановували й дякували в цей день за зібраний урожай, адже вона є покровителькою землеробства. У цей день Богородиці дякували як подательці всілякого добробуту й покровительку сім'ї й особливо материнства. Не випадково в деяких регіонах України свято Різдва богородиці вважали «бабським святом».
У цей час в Україні часто йдуть дощі, а тому й примовляють у народі: «Друга Пречиста дощем поливає».
У поляків цього дня було прийнято робити перший посів озимини: висівають кілька жменей жита з колосків, освячених у вінку на Обжинки.
Чехи, моравці та словаки освячували в храмах пшеницю для посіву або освячували букетики перших колосків; і те й інше прикрашали квітами. За словацькими повір'ями, цього дня змії йдуть у землю — до Юрія. Вірили, що якась погода буде на Різдво Богородиці, така потім протримається ще чотири тижні. Словаки та чехи вважали, що на Різдво Богородиці відлітають ластівки (словац. Panny Marie narodenie, lastoviciek rozlucenie). Багато прикмет та повір'їв пов'язано зі збиранням урожаю: «Мати Божа капустяні голівки складає» (чеськ. Matka Bozí hlávku (zelnou) slozí); «На Мати Божу перші сливи в сушильні» (чеськ. Na Matku Bozi prvni násyp trnek); "Мала Марія (Благовіщення) забрала хліб, Велика дала хліба" (чеськ. Malá Mara chleba vzala, vel'ká Mara chleba dala).